# 卵眼绵鳚
卵眼绵鳚，為輻鰭魚綱鱸形目绵鳚亞目绵鳚科的其中一種，分布於西南大西洋區的阿根廷及福克蘭群島海域，屬底棲性魚類，棲息深度135-900公尺，體長可達11.5公分。

## 扩展阅读
維基物種上的相關：卵眼绵鳚